# Коллер, Юлиус
Юлиус Коллер (Július Koller; 1939, Чехословакия — 18 августа 2007, Братислава, Словакия) — художник, авангардист, концептуалист, яркая фигура альтернативной художественной сцены бывшей Чехословакии.

## Биография
Родился в 1939 году, в Pieäéany, в 85 км от Братиславы. С 1959 по 1965 год изучал живопись в консервативной Академии художеств в Братиславе.

## Персональные выставки
- 2007 — «Юлиус Коллер». Галерея Мартин Янда, Вена.
- 2006 — «Юлиус Коллер, Иржи Кованда». Шведский фонд современного искусства, Стокгольм.

## Работы находятся в собраниях
- Галерея Тейт, Лондон.